# Alexander Zach
Alexander Zach (n. 10 septembrie 1976, Viena) este un politician austriac. Din anul 2001 este liderul Liberalilor austrieci.